# دیوید گور،
دیوید گور، (انگلیسی: David Gore؛ زادهٔ ۲۳ اوت ۱۹۹۶) یک هنرپیشه اهل ایالات متحده آمریکا است. وی از سال ۲۰۰۳ میلادی تاکنون مشغول فعالیت بوده‌است. 